# Loving You
Loving You er en amerikansk farvefilm fra 1957. Filmen, hvis hovedrolle blev spillet af Elvis Presley, blev produceret af Hal B. Wallis på Paramount Pictures og havde Hal Kanter som instruktør.
Filmen blev indspillet i perioden 21. januar til 8. marts 1957 og havde premiere i Memphis, USA samme år den 9. juli. Loving You havde dansk premiere den 2. februar 1959.
Loving You er den anden af en lang række film med Elvis Presley. Elvis synger gennem filmen syv sange foruden de musikalske indslag undervejs af bl.a. Dolores Hart.
Filmen er baseret på novellen "A Call From Mitch Miller" af Mary Agnes Thompson og spiller, som mange af Elvis' tidligste film, på hans opvækst i fattige kår, som pludselig forvandles til succes og berømmelse, undervejs krydret med kærlighedsdramaer, som heldigvis ender lykkeligt. 
Filmens danske titel er Den gyldne guitar.

## Musik
Sangen "Loving You", der er titelmelodi til filmen, er indsunget af Elvis Presley den 24. februar 1957. Den blev udsendt som B-side på en single, hvor A-siden var "Teddy Bear", ligeledes hentet fra filmen. "Teddy Bear", som vel nok er den bedst kendte af sangene fra filmen, blev indspillet den 18. januar 1957.
Samtidig med filmens premiere udsendtes en LP-plade med sangene fra filmen sammen med en række "bonussange", der var lagt på LP'en for at udfylde den, eftersom filmen kun rummede syv sange. Princippet med "bonussange" til at udfylde ledig plads på soundtrackene fra Presleys film blev i øvrigt en flittigt anvendt metode op gennem 1960'erne. Alle LP'ens sange er indspillet hos Radio Recorders i Hollywood i perioden 12. januar – 24. februar 1957.
LP'en, der kun (oprindeligt) blev udsendt som Mono, hed Loving You ligesom filmen og bestod af flg. 12 sange:
Side 1
- "Mean Woman Blues" (Claude Demetrius)
- "Teddy Bear" (Kal Mann, Bernie Lowe)
- "Loving You" (Jerry Leiber, Mike Stoller)
- "Got A Lot O' Livin' To Do" (Aaron Schroeder, Ben Weisman)
- "Lonesome Cowboy" (Sid Tepper, Roy C. Bennett)
- "Hot Dog" (Jerry Leiber, Mike Stoller)

Side 2
- "Party" (Jessie Mae Robinson)
- "Blueberry Hill" (Vincent Rose, Al Lewis, Larry Stock) ("bonussang")
- "True Love" (Cole Porter) ("bonussang")
- "Don't Leave Me Now" (Aaron Schroeder, Ben Weisman) ("bonussang")
- "Have I Told You Lately That I Love You?" (Johnny Russell, Scott Wiseman) ("bonussang")
- "I Need You So" (Ivory Joe Hunter) ("bonussang")

## Andet
Som et kuriosum kan nævnes, at Presley's mor og far optræder som publikummer i filmens finalesang, "Got A Lot O' Livin' To Do". Efter hans mors død i 1958 afviste Presley fremover at gense filmen.